# أبوسوم كالنوسكي الفأر
أبوسوم كالنوسكي الفأر (الاسم العلمي:Hyladelphys kalinowskii)، هو نوع من الأبوسوم يتواجد في البرازيل وغيانا الفرنسية وغيانا، وبيرو.